# Moïse Jacobber
Moïse Jacobber, né Jacob Ber à Blieskastel, Sarre, le 6 mars 1786, mort à Paris (9e arrondissement) le 16 juillet 1863, est un peintre d'origine allemande, naturalisé français sous le nom de Jacobber, employé à la Manufacture de Sèvres, il y réalisa des peintures sur porcelaine.

## Biographie
Élève de Gérard van Spaendonck, Moïse Jacobber travailla, de 1823 à 1835, comme peintre floral à manufacture de Sèvres. Jacobber était réputé pour ses peintures sur porcelaine, peintures à l'huile et aquarelles représentant fleurs et fruits. Il fut fréquemment présent aux Salons de 1822 à 1855 ainsi que lors d'expositions à Lille, Douai, Cambrai et Londres. Moïse Jacobber signait en général ses œuvres "Jacob-Ber". 
Selon Dussieux (voir bibliographie), il réalisa le décor de deux grands vases de Sèvres donnés par Louis-Philippe au Grand-Duc de Bade en 1833. 
Différents musées conservent ses œuvres : à Sèvres, au Musée de la céramique (deux peintures sur porcelaine, reproductions de Jan van Huysum et Gérard van Spaendonck, de 1832 et 1827), à Paris au musée du Louvre (une peinture à l'huile), à Rouen (deux huiles sur cuivre : Nature morte aux fleurs et Nature morte aux fruits). 
Sa fille, Élisabeth, Sidonie Jaccober, épouse Worms, qui travailla également comme peintre floral à Sèvres de 1835 à 1839, a obtenu en 1840 un brevet de lithographe pour imprimer ses propres dessins.
Jacobber meurt en domicile parisien au 25, rue de Buffauld, le 16 juillet 1863